# Anténor (sculpteur)
Pour les articles homonymes, voir Anténor.
Anténor (en grec ancien Ἀντήνωρ / Antếnôr) est un sculpteur athénien archaïque  dont la période d'activité va de 510 à 485 av. J.-C.

## Biographie
Dans une signature épigraphe, Anténor se présente lui-même comme « fils d'Eumarès », cité par Pline l'Ancien comme un peintre particulièrement inventif et mentionné sur une base inscrite provenant de l'Acropole. Une base parcellaire provenant du même endroit fait état d'un dénommé « …andros, fils d'Eumarès », qui serait donc le frère d'Anténor : celui-ci est le membre d'une dynastie d'artisans.
Une statuette masculine du musée du Louvre, datée de -530--520 et de réalisation insulaire, porte l'inscription « Je suis (la statue) de Dionysermos, fils d'Anténor ». On a donc proposé d'y voir le fils de notre sculpteur. Ce rapprochement a été contesté, le contexte et la localisation de l'œuvre ne présentant aucun rapport avec le sculpteur athénien.
Parmi les œuvres attribuées figurent d'une part un groupe représentant les Tyrannoctones, représentant les Athéniens Harmodios et Aristogiton, assassins du tyran Hipparque ; d'autre part le fronton Est du temple archaïque de Delphes, financé par les Alcméonides, ennemis des tyrans et alors en exil : on a voulu voir en Anténor un artiste engagé. D'autres auteurs en doutent, estimant qu'il était simplement un artiste reconnu et apprécié, attirant à lui des commandes sans contenu politique.

## Œuvre

### Le groupe desTyrannoctones
Anténor n'a longtemps été connu que par une mention de Pausanias faisant de lui l'auteur du groupe des tyrannoctones. Très célèbre dans l'Antiquité, ce groupe est la première œuvre consacrée à titre officiel dans la cité. Son histoire est mouvementée : emporté par le roi perse Xerxès Ier lors du sac d'Athènes de -480, il est remplacé par un groupe dû à Critios et Nésiotès. Les statues sont ensuite restaurées sur ordre d'Alexandre le Grand ou l'un de ses successeurs. Il subsiste des fragments de la base, qui remontent sans doute à la restauration de l'œuvre et non à la première installation. Les deux statues du Musée national archéologique de Naples trouvées à la villa Hadriana et aujourd'hui connues comme le « groupe des Tyrannoctones », sont plus probablement des copies du groupe de Critios que de celui d'Anténor. La « Tête Webb » du British Museum (Inv. 2728), une copie romaine d'une tête de kouros originale remontant à -500, a été proposée comme une réplique de la tête originale d'Harmodios, dans l'hypothèse où le groupe ait daté de la fin du VIe siècle av. J.-C. Enfin, des fragments de moulage se rattachant au groupe (une partie de la tête d'Aristogiton, des fragments des membres et des costumes) ont été retrouvés dans l'atelier de reproduction de Baïes (près de Naples). La barbe d'Aristogiton, courte et finement striée, situe le prototype avant les autres têtes en marbre, qui relèvent du style sévère — ce qui en ferait un moulage du groupe d'Anténor si celui-ci a été réalisé après Marathon

### La «korê d'Anténor»
Les 5-6 février 1886 sont mises au jour au nord-ouest de l'Érechthéion une korê en deux morceaux et une base inscrite, toutes deux conservées au musée de l'Acropole d'Athènes sous le numéro d'inventaire 681. La base porte un stoïchédon de 23 lettres qui précise l'identité du dédicant : un certain Néarchos. La restitution la plus vraisemblable ajoute derrière le nom [hο κεραμε]υς, dont on ne sait pas avec certitude s'il s'agit d'un nom de dème (« Néarchos, du quartier du Céramique ») ou d'une profession (« Néarchos, le potier »). On connaît effectivement un potier attique nommé Néarchos qui signe des vases de 570 à 540 av. J.-C., ce qui pose un problème de datation : ou bien Néarchos a vécu passablement vieux, ou bien les signatures s'étalent sur trois générations — l'usage grec est que le fils aîné porte le nom de son grand-père paternel.
La dédicace restituée indique :
ΝΕΑΡΧΟΣ ΑΝΕΘΕΚΕΝ [ΗΟ ΚΕΡΑΜΕ]
ΥΣ ΕΡΓΟΝ ΑΠΑΡΧΕΝ ΤΑΘ[ΕΝΑΙΑΙ].
ΑΝΤΕΝΟΡ ΕΠ[ΟΙΕΣΕΝ Η]
Ο ΕΥΜΑΡΟΣ Τ[Ο ΑΓΑΛΜΑ].
Soit :
Νέαρχος ἀνέθεκεν̣ [ℎο κεραμε]ὺς ἔργον ἀπαρχὲν τ̣ἀθ[εναίαι].
Ἀντένορ ἐπ[οίεσεν ℎ]ο Εὐμάρος τ[ὸ ἄγαλμα].

« Offrande du potier Néarchos à Athéna en dîme de ses travaux.

Anténor, fils d'Eumarès, a fait la statue. »

La restitution et la signification de cette inscription restent discutées. La base inscrite a été associée en 1887 à la statue de la korê. Contesté et défendu à plusieurs reprises par la suite, le rapprochement se fonde sur plusieurs arguments. La base a été trouvée avec un fragment de la statue, tous les fragments venant de la même zone. Ensuite, la base a fait l'objet d'une attention particulière de la part du sculpteur : la hauteur de la base complète est égale à deux fois celle de l'abaque. Un axe vertical central commande la répartition des lettres du stoïchédon, mais aussi la pose de la statue, nettement symétrique. Base et statue relèvent du même schéma de proportions : la hauteur de la base (28,5 cm) est égale à celle de la tête (28,8 cm), laquelle représente un septième de la hauteur de la figure (2,01 mètres). La korê elle-même tranche avec celles de la même époque : elle ne représente pas une jeune fille, mais une femme à l'air assuré et volontariste, dans laquelle on a reconnu la courtisane Leæna, amie des tyrannoctones torturée à mort après l'assassinat d'Hipparque.

### Autres attributions
On attribue encore à Anténor les sculptures du fronton Est du temple dit « des Alcméonides » à Delphes, en raison de l'analogie du traitement du corps et des vêtements entre les figures tympanales féminines et la korê 681. La korê 669 du musée de l'Acropole d'Athènes, qui porte en outre une inscription mentionnant Eumarès, lui est également rattachée.